# Michel Erhart
Michel Erhart, ook: Michael Erhart (Konstanz (vermoedelijk), rond 1440/45 - Ulm, na 1522) was een beeldsnijder en beeldhouwer uit de laatgotiek. Hij werkte met name in en rond Ulm en maakte deel uit van de school van Ulm.

## Leven
Erhart werkte tijdens zijn opleiding als gezel in Konstanz en Straatsburg, en waarschijnlijk ook in Nederland. Hij vestigde zich uiteindelijk in de vrije keizerlijke stad Ulm, waar hij vanaf 1469 werkte.
Erhart werkte in Ulm aanvankelijk in de werkplaats van Jörg Syrlin de Oudere aan het koor van de Munster. Hij kreeg vervolgens de opdracht om een aantal beelden te maken voor het (inmiddels verloren gegane) hoogaltaar van de Munster. Hij had waarschijnlijk uiterlijk 1474 in Ulm zijn eigen werkplaats met verschillende gezellen.
Michel Erhart trouwde met Margarethe Erhardt (geboren Ensinger, uit Bern) ongeveer 1464, op 24-jarige leeftijd, en zij kregen 4 kinderen. Hieronder waren ten minste twee zonen, Gregor en Bernhard, die zijn werk zouden voortzetten, en ten minste een dochter, Afra, die later zou trouwen met Dau(che)r. Michel zelf stierf op of na 1522, waarmee hij ruim 80 jaar zou zijn geworden.

## Werk en invloeden
Artistiek werd Michel Erhart beïnvloed door de nieuwe, ruimtelijke en realistische stijl van de toen beroemde Nederlandse beeldhouwer Nikolaus Gerhaert, wiens werk hij in Straatsburg had bestudeerd en in wiens werkplaats hij misschien zelfs heeft gewerkt. Ook is de invloed van de schilder Rogier van der Weyden in zijn werk te herkennen.

### Het hoogaltaar van Blaubeuren

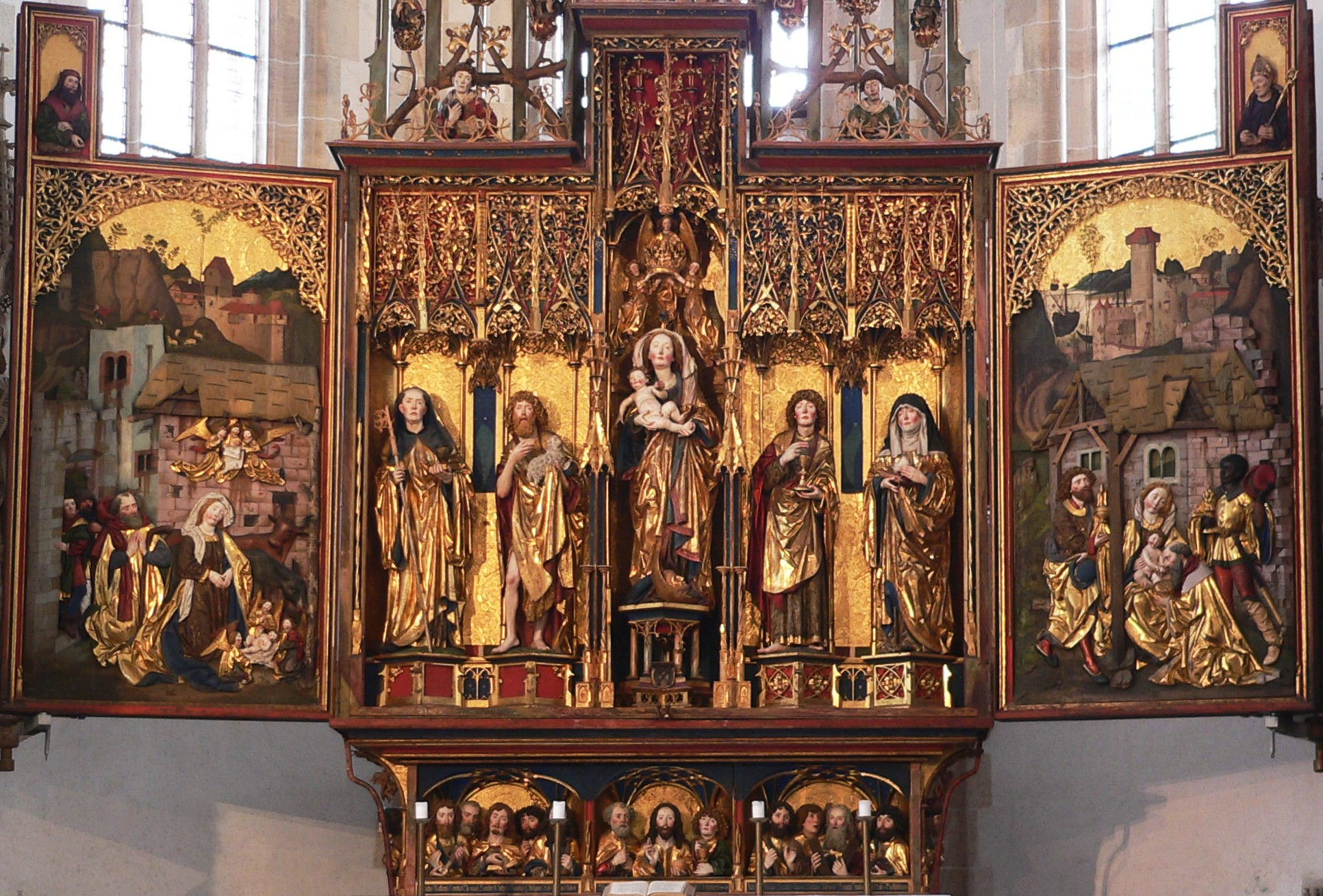
Hoogaltaar van Blaubeuren, 1493.

Een van de belangrijkste werken is het hoogaltaar van de kerk van de oude Benedictijnenabdij van Blaubeuren, gemaakt tussen 1493 en 1494 door Michel Erhart en zijn zoon Gregor. Het heeft een hoogte van bijna twaalf meter. Het is een altaarstuk met een centraal gedeelte met gebeeldhouwde decoratie en aan weerszijden twee luiken met gebeeldhouwde en geschilderde decoraties.
De predella is opgedeeld in drie velden door kleine zuilen met pinakels, verbonden door gewelven. De figuren, in reliëf en in buste, staan in het midden, waaronder Jezus Christus omringd door de apostelen Petrus en Johannes de Evangelist, op de twee andere velden telkens vijf andere apostels.
In het midden staat een standbeeld van de Madonna met kind, staande op een halve maan, op een voetstuk hoger dan dat van de figuren ernaast. Links Johannes de Doper en Sint-Benedictus, stichter van de Benedictijnse orde, rechts Johannes de Evangelist en Sint Scholasticus, stichter van de vrouwelijke tak van de Benedictijnse orde.
Het linkervenster toont een "Geboorte", het rechtervenster een "Aanbidding der Wijzen", beide in reliëf op een geschilderde achtergrond. In het midden van de bovenbouw een figuur van Christus van verdriet, omringd door twee engelen die de instrumenten van de Passie dragen. In de laterale bovenbouw zien we Maria en Johannes en daaronder telkens drie heiligen. De kleine panelen boven de luiken tonen links Heinrich Fabri, bisschop en abt, en rechts de hertog Eberhard V van Württemberg.

## Galerij

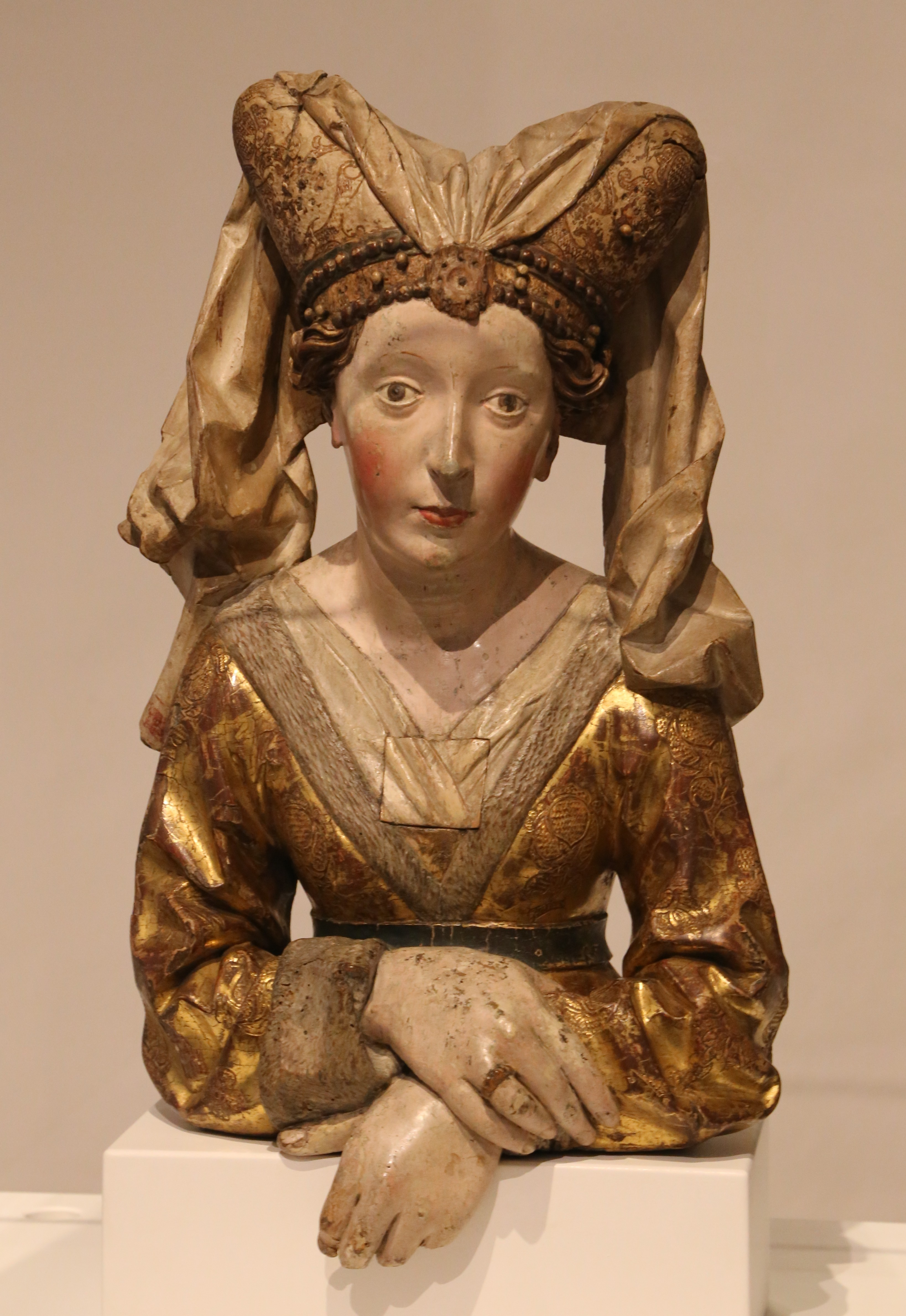
Relikwie-buste van de heilige Maria Magdalena, lindenhout, Ulm circa 1475-80 Museum Ulm
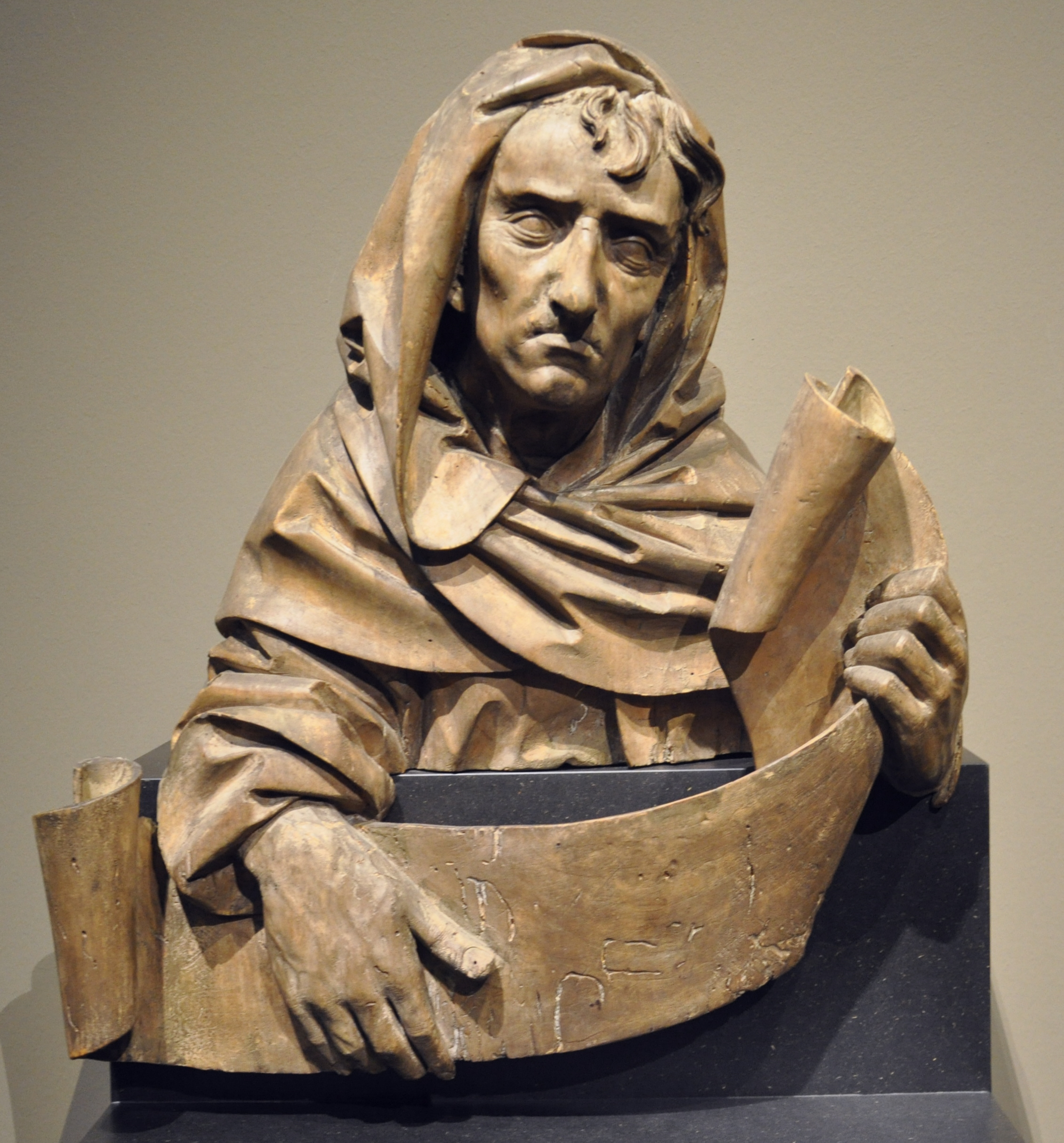
Profeten-buste, Liebieghaus, Frankfurt
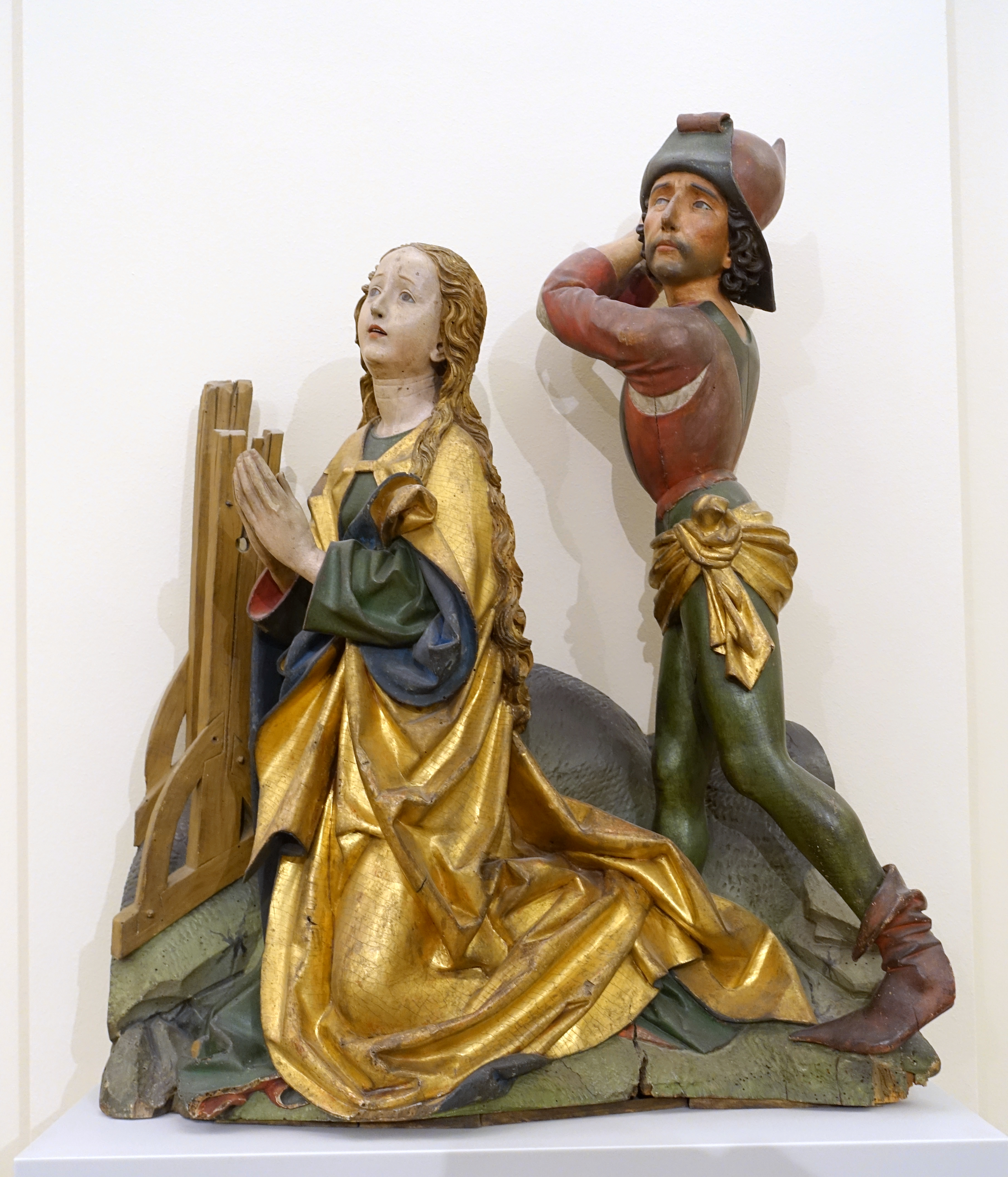
De onthoofding van St. Catherine, lindenhout, circa 1480, Bode-Museum Berlijn
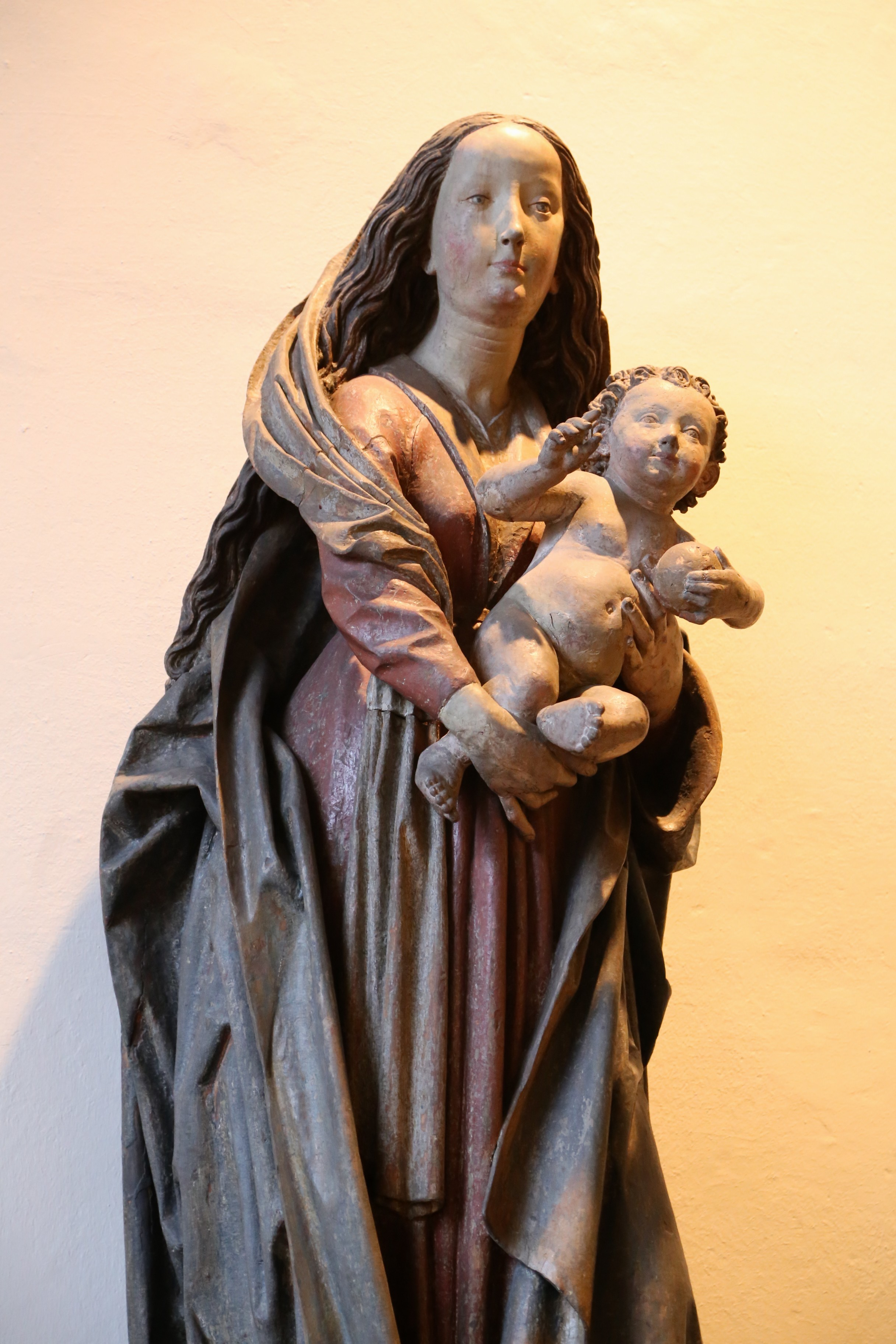
Madonna, circa 1470-80

- Gemeinsame Normdatei: 118685147
- International Standard Name Identifier: 0000 0000 8124 0348
- Library of Congress Control Number: n83198675
- RKD-Nederlands Instituut voor Kunstgeschiedenis: 257110
- Union List of Artist Names: 500115516
- Virtual International Authority File: 45096461
- WorldCat: E39PCjFpb3k6pvY6vPwv7TkcHd